# Chloroclysta psittacata
Chloroclysta psittacata là một loài bướm đêm trong họ Geometridae.